# Agnetina pedata
Agnetina pedata és una espècie d'insecte pertanyent a la família dels pèrlids que es troba a l'Àsia: el sud del Kazakhstan i al voltant del llac Issik Kul (el Kirguizstan).